# Бернар Сімоне
Бернар Сімоне (фр. Bernard Simonay, 2 серпня 1951 — 21 травня 2016) — французький письменник. Він опублікував 35 романів у кількох галузях, включаючи фентезі, детективи, пригодницькі романи та історичні романи.

## Біографія
Дуже рано Бернар Сімоне черпав натхнення у своїх прогулянках навколишнім лісом. Читання надихнули його на творчу кар'єру. Найбільше на нього вплинули Роберт Мерль і Рене Баржавель . Але ми повинні додати Жуля Верна, Х. Г. Велс і багато інших, як Моріс Дрюон і його « прокляті королі». « для історичних романів.
У дуже юному віці Бернар Сімоне думав про кар'єру в кіно як сценарист і режисер. Але світ кіно здавався йому недоступним, і він почав викладати свої історії на папері, для задоволення. Навчання привело його до математики та фізики, які він покинув через два роки, щоб створити сім'ю. Займаючись професійною діяльністю, яку він сам називав харчовою, він продовжував писати, завжди для задоволення, не думаючи про публікацію, вважаючи свої перші романи „не дуже блискучими“.
До того дня, коли він почав писати „Фенікс“, науково-фантастичний роман. Написання рукопису тривало 5 років, після чого він представив його Éditions du Rocher, яке погодилося опублікувати його в 1986 році . Успіх роману „Фенікс“ приніс його автору премію „Космос“ у 2000 році та премію Джулії Верлангер у 1987 році .
Потім Бернар Сімоне жив від свого пера до своєї смерті в 2016 році, пробуючи писати різноманітні жанри такі, як детектив, пригодницький роман та історичний роман, на додаток до фентезі, яке змусило його відомим.

## Теми
Роботи Бернара Симоне відзначаються повторюваними темами: екологія, самоствердження, важливість жінки та засудженнП релігійного екстремізму. Його головні героїні часто стають енергійними та милими жінками, героїнями, які вирішили повстати проти чоловічого панування. Це спосіб для автора боротися з остракізмом, жертвами якого жінки були з самого початку людства.

## Праці

### Фантастичні романи

#### Всесвіт Фенікса
Цикл Фенікса
- Фенікс, 1986
- Грааль, 1988
- Прокляття єдинорога, 1990

Схожі роботи
- Бронзові двері, 1994 .
- Долина дев'яти міст, 2007 очерет. 2009 рік

#### Всесвіт дітей Атлантиди
Цикл дітей Атлантиди
- Занепалий принц, 1994
- Архіпелаг Сонця, 1995
- Сутінки гігантів, 1996
- Земля мертвих, 2003

Сродна робота
- Заборонена таємниця, 2001 (не вписується безпосередньо в сагу про дітей Атлантиди, але відбувається в тому ж всесвіті, в наш час)

#### інші
- Красуня і Чудовисько, 2000
- Легенда про золоте руно, 2005

### Історичні романи
Цикл першої піраміди
- Юність Джосера, 1996
- Священне місто Імхотепа, 1997
- Світло Гора, 1998

інші
- Антилія, 1999
- Фараон-бунтівник Мойсей, 2003
- Діти вулкана, 2009
- Лілія і тіні, 2011
- Війна вулканів, 2013
- Золото Солоньо, 2014

### пригодницькі романи
- Тасманійські тигри, 2003
- Пані з Австралії, 2004
- Принцеса маорі, 2006
- Донька каменя, 2006
- Корнвольська вовчиця, 2007
- Поклик Сходу, 2008
- Одіссея закоханої жінки, 2012
- Дівчина з Лонг-Айленда, 2012
- Каліфорнійська Амазонка, 2013

### Детективні романи
- Проклятий мавр, 1996
- Дочка диявола, 2000
- Перехрестя тіней, 2009
- Крижане пророцтво, 2009
- Болото тіней, 2015

## Отримані нагороди
- Премія Жулі Верланже за „Фенікс“ у 1987 році.
- Премія „Космос 2000“ для Phénix у 1987 році.
- Премія Жулі Верланже за La Porte de Bronze у 1995 році.